# Pau Ricomà i Vallhonrat
Pau Ricomà i Vallhonrat   (Tarragona, 5 de desembre de 1957) és un polític català. És des de 2019 alcalde de Tarragona i diputat de la Diputació de Tarragona.
És llicenciat en Història General i Geografia a la Universitat Rovira i Virgili i té estudis de filosofia i sociologia. Va participar en el llibre La província de Tarragona durant el franquisme (1936-1976), amb el treball "Tarragona. Gener de 1976. El primer alcalde franquista electe".
Des de 1981 és treballador de Caixa Tarragona, entitat que l'any 2010 es fusionà amb d'altres per a crear CatalunyaCaixa. Fou fundador del Sindicat d'Empleats de Caixa Tarragona i president del Comitè d'Empresa de Caixa Tarragona. Actualment és membre del secretariat del Sindicat d'Estalvi de Catalunya. Entre els anys 2007 i 2011 va ser president de l'Empresa Municipal de Desenvolupament Econòmic de Tarragona.
És membre de la Colla Jove Xiquets de Tarragona, de la qual fou president entre els anys 1988-1990 i 1999-2003. D'altra banda, és soci de la Reial Societat Arqueològica Tarraconense, del Centre d'Estudis Històrics i Socials Guillem Oliver, d'Intermón, del Club Gimnàstic de Tarragona, de l'Assemblea Nacional Catalana, d'Òmnium Cultural i de la Plataforma per la Llengua.
Militant d'ERC des de l'any 2000, ha assumit diverses responsabilitats orgàniques com ara secretari d'organització i president de la secció local de Tarragona, president comarcal del Tarragonès i conseller nacional. És el candidat d'Esquerra Republicana de Catalunya a Tarragona a les eleccions locals del 2015 i 2019.
El 15 de juny de 2019 va ser elegit alcalde de Tarragona amb els vots a favor del seu partit, En Comú Podem Tarragona, Junts per Tarragona i la CUP, que sumaven la majoria absoluta necessària (14 escons) per desbancar l'alcalde Josep Fèlix Ballesteros, guanyador de les eleccions. No revalidà el càrrec a les eleccions municipals de 2023, on va guanyar el PSC.